# كارل بيرسون (محامي)
كارل بيرسون (بالسويدية: Carl Persson)‏ هو محامي سويدي، ولد في 14 ديسمبر 1919، وتوفي في 6 نوفمبر 2014.